# James Foster
James "Jimmy" Foster, född 13 september 1905 i Glasgow, död 4 januari 1969 i Winnipeg, var en brittisk ishockeyspelare. Foster blev olympisk guldmedaljör i ishockey vid vinterspelen 1936 i Garmisch-Partenkirchen.